# Bảo tàng Vũ khí bọc thép ở Poznań
Bảo tàng Vũ khí bọc thép ở Poznań (tiếng Ba Lan: Muzeum Broni Pancernej w Poznaniu) là một bảo tàng nằm bên trong khuôn viên của nơi trước đây từng là doanh trại, gần sân bay Poznań-Ławica, tọa lạc tại Phố Trung đoàn 3 không quân, Poznań, Ba Lan. Bảo tàng là một chi nhánh của Bảo tàng Quân đội Ba Lan ở Warsaw.

## Lịch sử
Bảo tàng Vũ khí bọc thép ở Poznań được thành lập vào năm 1963. Trụ sở ban đầu của Bảo tàng là doanh trại ở Phố Quân đội Ba Lan. Ngày 4 tháng 10 năm 2019, Bảo tàng chính thức mở cửa đón công chúng tại trụ sở hiện tại. Trong đại dịch COVID-19, khu vực của Bảo tàng được sử dụng làm trung tâm hậu cần.

## Triển lãm
Bộ sưu tập của Bảo tàng Vũ khí bọc thép ở Poznań hiện đang bao gồm các triển lãm có giá trị nhất sau:
- Pháo tự hành xung kích Sturmgeschütz IV
- Pháo tự hành chống tăng Achilles
- Xe tăng hạng trung T-34/76
- Xe tăng hạng trung T-34/85
- Xe tăng hạng nhẹ T-70
- Pháo tự hành SU-76
- Pháo tự hành hạng trung SU-85
- Xe tăng trinh sát hạng nhẹ TKS (vật triển lãm lâu đời nhất và nhẹ nhất của Bảo tàng, được chế tạo vào năm 1935)
- Xe tăng T-55
- Xe tăng truy đuổi Centaur Mk I, loại C (cải tạo)
- Xe tăng hạng trung PzKpfw III Ausf. N (cải tạo)
- Xe Zil-111D
- Pháo 2S7 Pion (Piwonia) cỡ nòng 203,2 mm, tầm bắn 47 km.[4]
- Đầu máy hơi nước Tp3 - vật ký gửi của Hiệp hội những người yêu thích đường sắt Ba Lan

Từ năm 2012, các bộ sưu tập của Bảo tàng có thể được xem trên Internet.

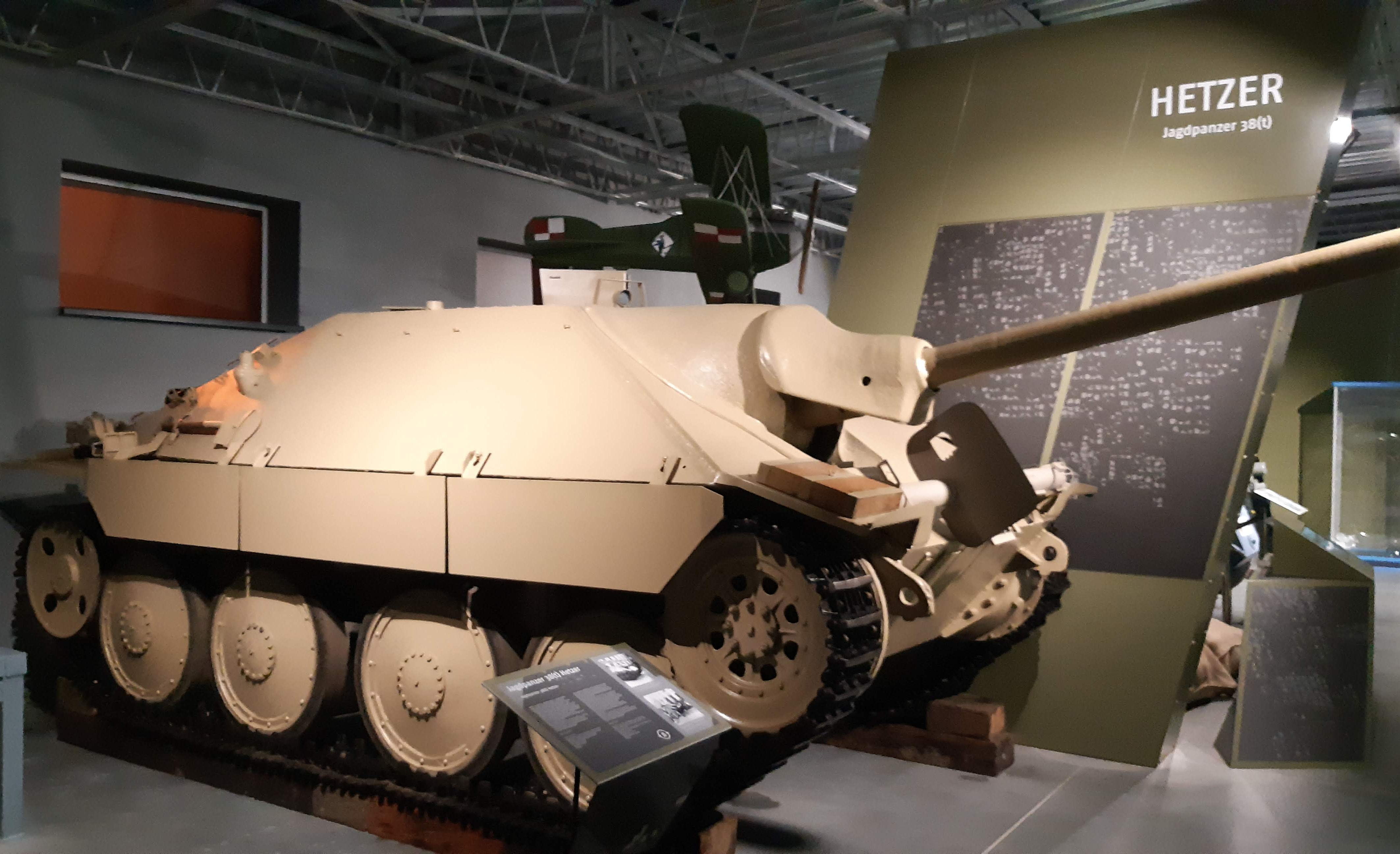
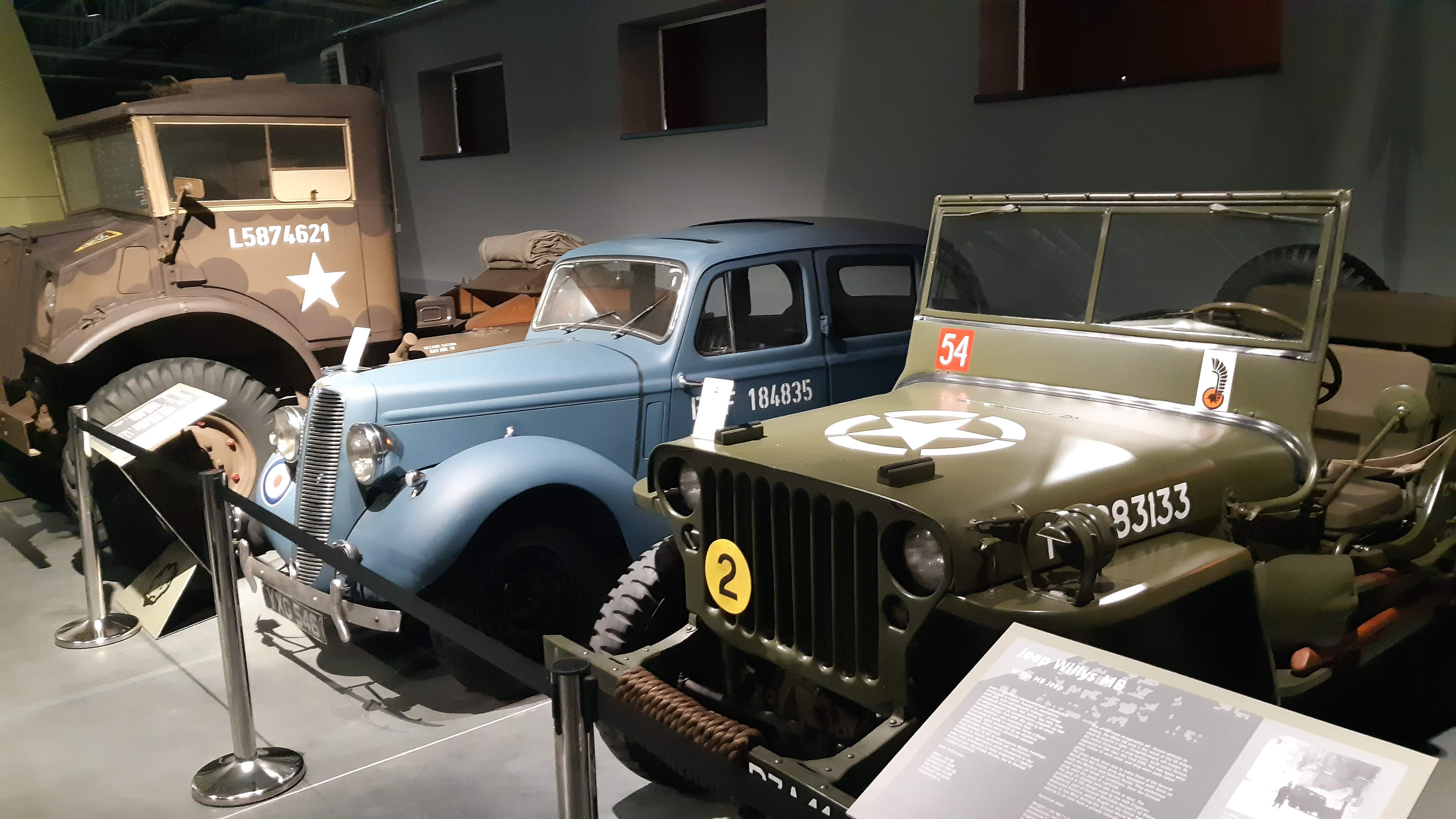
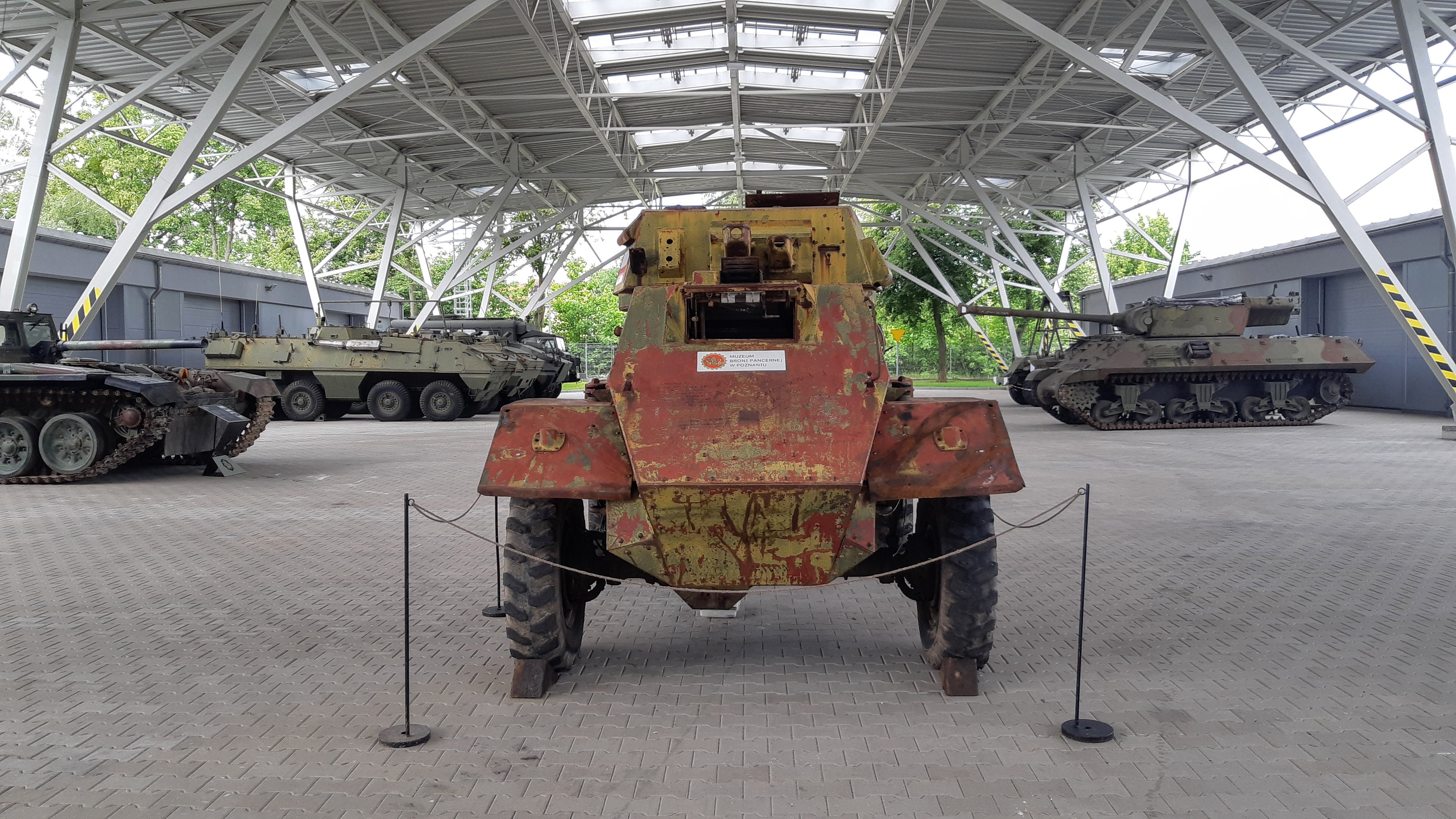